# FC Bayern München in het seizoen 1976/77
Dit artikel beschrijft de prestaties van de Duitse voetbalclub FC Bayern München in het seizoen 1976/77, waarin de club voor de eerste keer de wereldbeker veroverde.

## Spelerskern
| Naam                     | Nationaliteit            | Geboortedatum | Vorige club        |
| ------------------------ | ------------------------ | ------------- | ------------------ |
| Keepers                  |                          |               |                    |
| Sepp Maier               | Bondsrepubliek Duitsland | 28-02-1944    | /                  |
| Hubertus Licht           | Bondsrepubliek Duitsland | 28-05-1955    | /                  |
| Manfred Ober             | Bondsrepubliek Duitsland | 25-01-1957    | /                  |
| Verdedigers              |                          |               |                    |
| Björn Andersson          | Zweden                   | 20-07-1951    | Östers IF          |
| Klaus Augenthaler        | Bondsrepubliek Duitsland | 26-09-1957    | /                  |
| Franz Beckenbauer        | Bondsrepubliek Duitsland | 11-09-1945    | /                  |
| Peter Gruber             | Bondsrepubliek Duitsland | 07-09-1952    | /                  |
| Udo Horsmann             | Bondsrepubliek Duitsland | 30-03-1952    | SpVgg Beckum       |
| Hans-Josef Kapellmann    | Bondsrepubliek Duitsland | 19-12-1949    | 1. FC Köln         |
| Erhan Önal               | Turkije                  | 03-09-1957    | /                  |
| Vesely Schenk            | Bondsrepubliek Duitsland | 24-08-1955    | /                  |
| Hans-Georg Schwarzenbeck | Bondsrepubliek Duitsland | 03-04-1948    | /                  |
| Josef Weiß               | Bondsrepubliek Duitsland | 13-03-1952    | /                  |
| Middenvelders            |                          |               |                    |
| Alfred Arbinger          | Bondsrepubliek Duitsland | 06-06-1957    | /                  |
| Bernd Dürnberger         | Bondsrepubliek Duitsland | 17-09-1953    | /                  |
| Uli Hoeneß               | Bondsrepubliek Duitsland | 05-01-1952    | /                  |
| Franz Roth               | Bondsrepubliek Duitsland | 27-04-1946    | SpVgg Kaufbeuren   |
| Kjeld Seneca             | Denemarken               | 16-12-1950    | Sturm Graz         |
| Aanvallers               |                          |               |                    |
| Eduard Kirschner         | Bondsrepubliek Duitsland | 09-11-1953    | 1. FC Passau       |
| Fritz Kloo               | Bondsrepubliek Duitsland | 05-09-1957    | /                  |
| Rainer Künkel            | Bondsrepubliek Duitsland | 09-04-1950    | SV Darmstadt 98    |
| Gerd Müller              | Bondsrepubliek Duitsland | 03-11-1945    | TSV Nördlingen     |
| Wilhelm Reisinger        | Bondsrepubliek Duitsland | 30-06-1958    | /                  |
| Karl-Heinz Rummenigge    | Bondsrepubliek Duitsland | 25-09-1955    | Borussia Lippstadt |
| Conny Torstensson        | Zweden                   | 28-08-1949    | Åtvidabergs FF     |

- = Aanvoerder

### Technische staf
| Functie         | Naam           | Nationaliteit            |
| --------------- | -------------- | ------------------------ |
| Coach           | Dettmar Cramer | Bondsrepubliek Duitsland |
| Assistent-coach | Werner Olk     | Bondsrepubliek Duitsland |

## Resultaten
| Bundesliga | DFB-Pokal   | Europacup I | UEFA Super Cup      | Wereldbeker |
| ---------- | ----------- | ----------- | ------------------- | ----------- |
|            |             |             |                     |             |
| Zevende    | Kwartfinale | Kwartfinale | Verliezend finalist | Winnaar     |

## Uitrustingen
Sportmerk / Hoofdsponsor: adidas
| Thuis | Uit | Alternatief | Doelman |

## Transfers

### Zomer
| Naam               | Nationaliteit            | Van/naar                   | Type     |
| ------------------ | ------------------------ | -------------------------- | -------- |
| Inkomend           |                          |                            |          |
| Eduard Kirschner   | Bondsrepubliek Duitsland | 1. FC Passau               | Gekocht  |
| Uitgaand           |                          |                            |          |
| Bernd Förster      | Bondsrepubliek Duitsland | 1. FC Saarbrücken          | Verkocht |
| Johnny Hansen      | Denemarken               | Vejle BK                   | Verkocht |
| Richard Mamajewski | Bondsrepubliek Duitsland | TSV 1860 München           | Verkocht |
| Jürgen Marek       | Bondsrepubliek Duitsland | 1. FC Saarbrücken          | Verkocht |
| Franz Michelberger | Bondsrepubliek Duitsland | BSV Schwenningen           | Verkocht |
| Ludwig Schuster    | Bondsrepubliek Duitsland | 1. FC Saarbrücken          | Verkocht |
| Günther Weiß       | Bondsrepubliek Duitsland | SpVgg Oberfranken Bayreuth | Verkocht |
| Rainer Zobel       | Bondsrepubliek Duitsland | Lüneburger SK              | Verkocht |
| Hugo Robl          | Bondsrepubliek Duitsland |                            | Verkocht |

## Bundesliga

### Eindstand
|    | Club                     | Wed | Gew | Gel | Ver | Pnt | V-T    |
| -- | ------------------------ | --- | --- | --- | --- | --- | ------ |
| 1  | Borussia Mönchengladbach | 34  | 17  | 10  | 7   | 44  | 58-34  |
| 2  | FC Schalke 04            | 34  | 17  | 9   | 8   | 43  | 77-52  |
| 3  | Eintracht Braunschweig   | 34  | 15  | 13  | 6   | 43  | 56-38  |
| 4  | Eintracht Frankfurt      | 34  | 17  | 8   | 9   | 42  | 86-57  |
| 5  | 1. FC Köln               | 34  | 17  | 6   | 11  | 40  | 83-61  |
| 6  | Hamburger SV             | 34  | 14  | 10  | 10  | 38  | 67-56  |
| 7  | FC Bayern München        | 34  | 14  | 9   | 11  | 37  | 74-65  |
| 8  | Borussia Dortmund        | 34  | 12  | 10  | 12  | 34  | 73-64  |
| 9  | MSV Duisburg             | 34  | 11  | 12  | 11  | 34  | 60-51  |
| 10 | Hertha BSC               | 34  | 13  | 8   | 13  | 34  | 55-54  |
| 11 | SV Werder Bremen         | 34  | 13  | 7   | 14  | 33  | 51-59  |
| 12 | Fortuna Düsseldorf       | 34  | 11  | 9   | 14  | 31  | 52-54  |
| 13 | 1. FC Kaiserslautern     | 34  | 12  | 5   | 17  | 29  | 53-59  |
| 14 | 1. FC Saarbrücken        | 34  | 9   | 11  | 14  | 29  | 43-55  |
| 15 | VfL Bochum               | 34  | 11  | 7   | 16  | 29  | 47-62  |
| 16 | Karlsruher SC            | 34  | 9   | 10  | 15  | 28  | 53-75  |
| 17 | Tennis Borussia Berlin   | 34  | 6   | 10  | 18  | 22  | 47-85  |
| 18 | Rot-Weiss Essen          | 34  | 7   | 8   | 19  | 22  | 49-103 |

Kampioen Borussia Mönchengladbach plaatste zich voor de Europacup I 1977/78
Bekerwinnaar 1.FC Köln en titelverdediger Hamburger SV plaatsten zich voor de Europacup II 1977/78
De nummers 2, 3, 4 en 7 van de competitie, FC Schalke 04, Eintracht Braunschweig, Eintracht Frankfurt en Bayern München, namen deel in de UEFA Cup 1977/78 (de bekerfinalist, dit in tegenstelling tot voorgaande jaren, werd niet ingeschreven voor de Uefacup.)
Karlsruher SC, Tennis Borussia Berlin en Rot-Weiss Essen degradeerden naar de 2. Bundesliga
De kampioenen FC St. Pauli (Nord) en VfB Stuttgart (Süd) en TSV 1860 München (na beslissingswedstrijden tegen DSC Arminia Bielefeld, 0-4, 4-0, en 2-0) promoveerden uit de 2. Bundesliga

## Individuele prijzen
| Prijs                         | Winnaar           |
| ----------------------------- | ----------------- |
| Ballon d'Or                   | Franz Beckenbauer |
| Duits voetballer van het jaar | Sepp Maier        |
| Topschutter Europacup I       | Gerd Müller       |

## Afbeeldingen

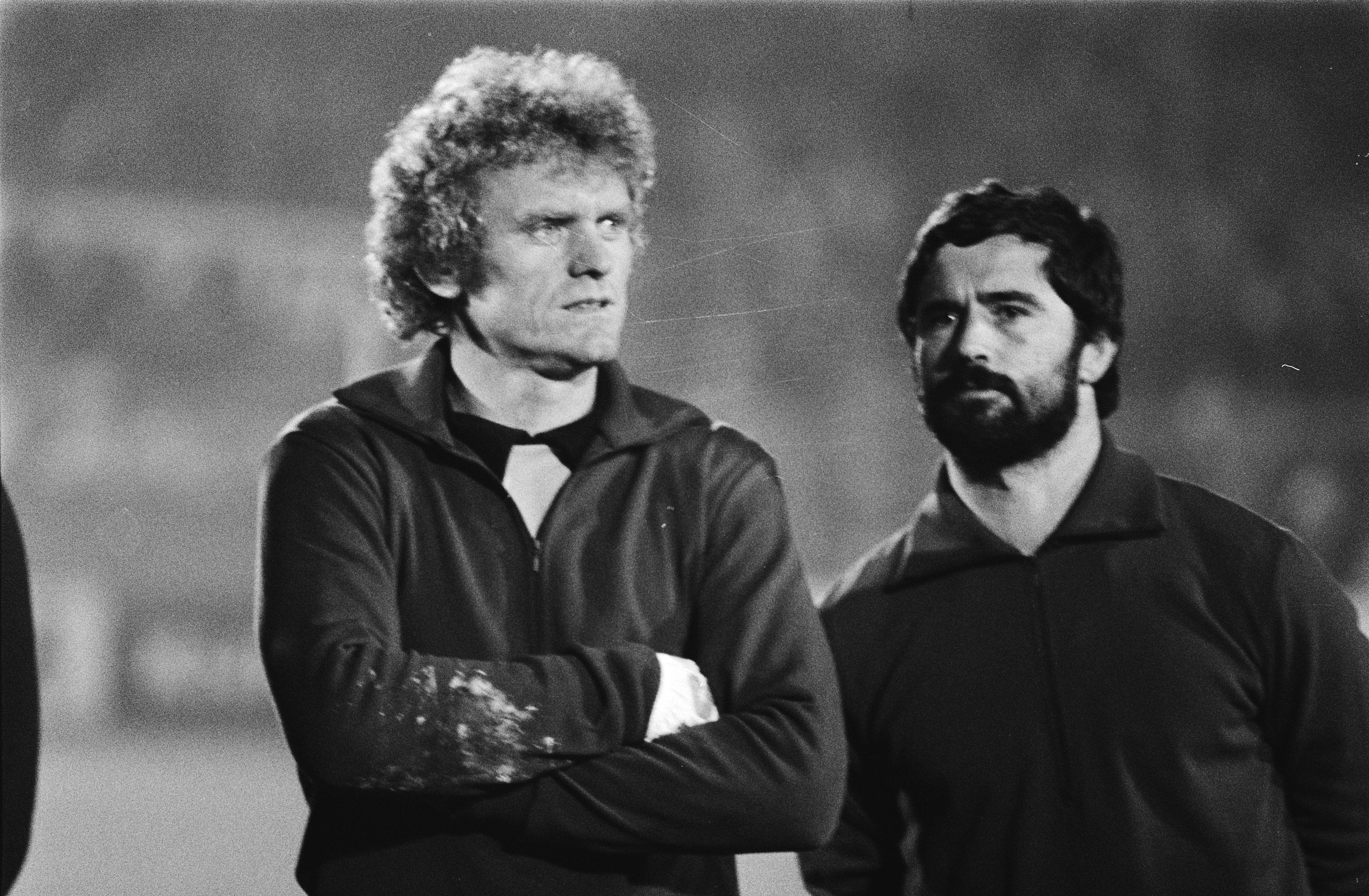
Sepp Maier (doelman)
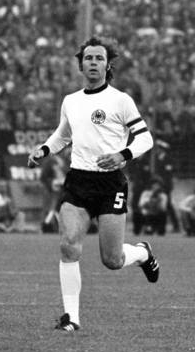
Franz Beckenbauer (verdediger)
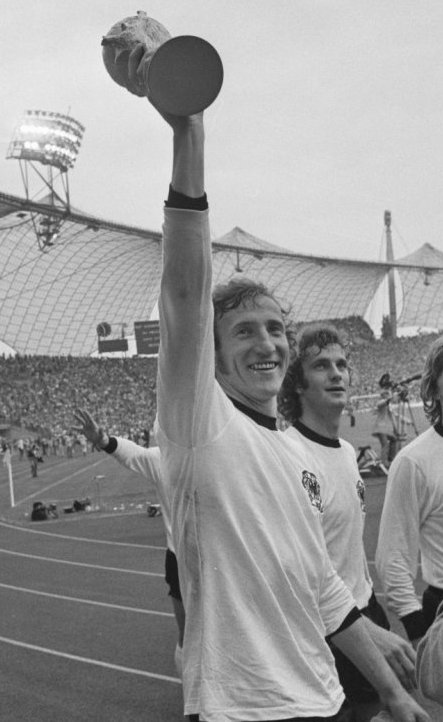
Hans-Georg Schwarzenbeck (middenvelder)
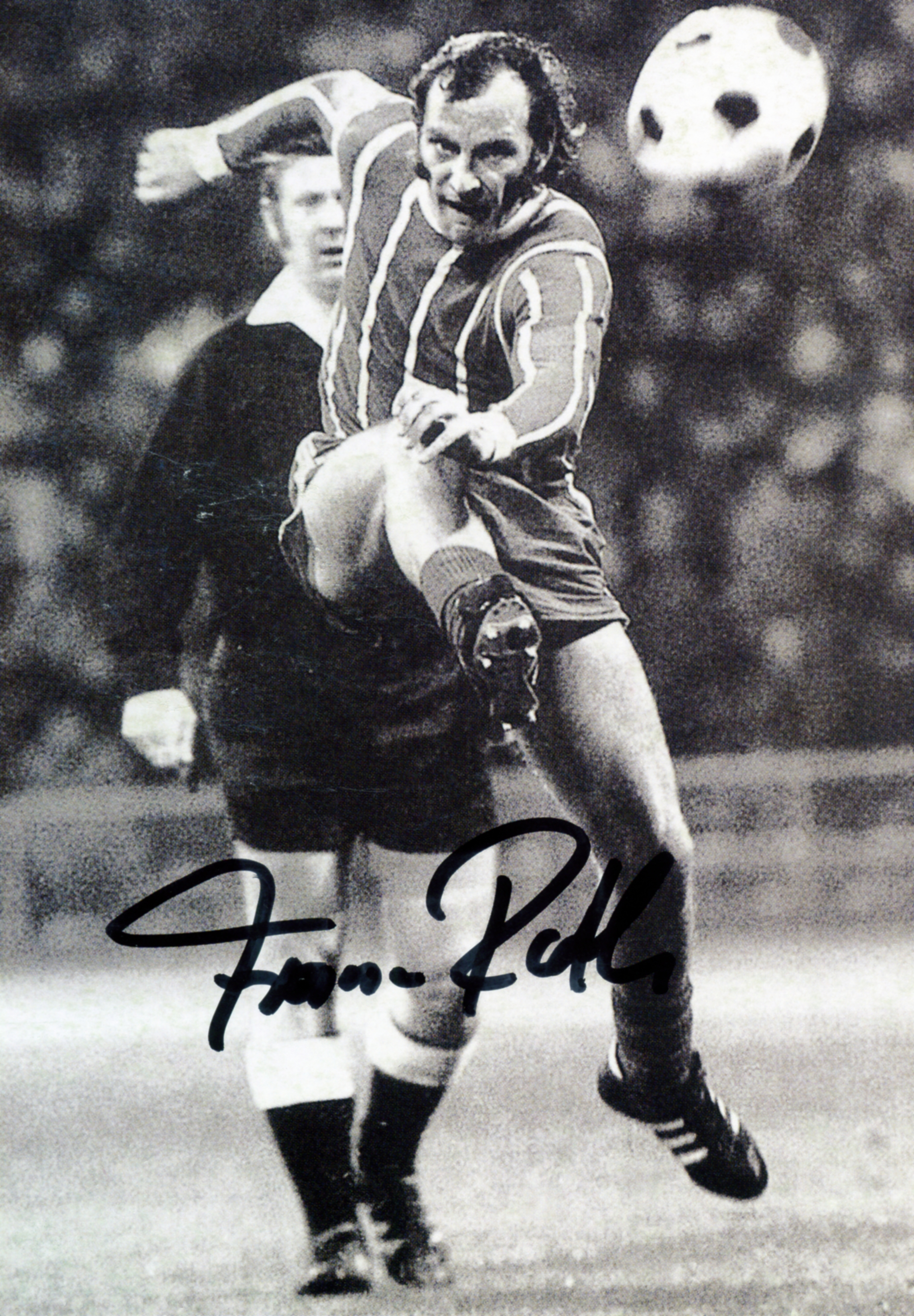
Franz Roth (middenvelder)
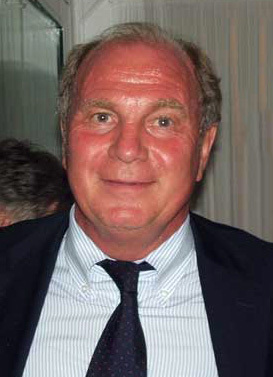
Uli Hoeneß (middenvelder)
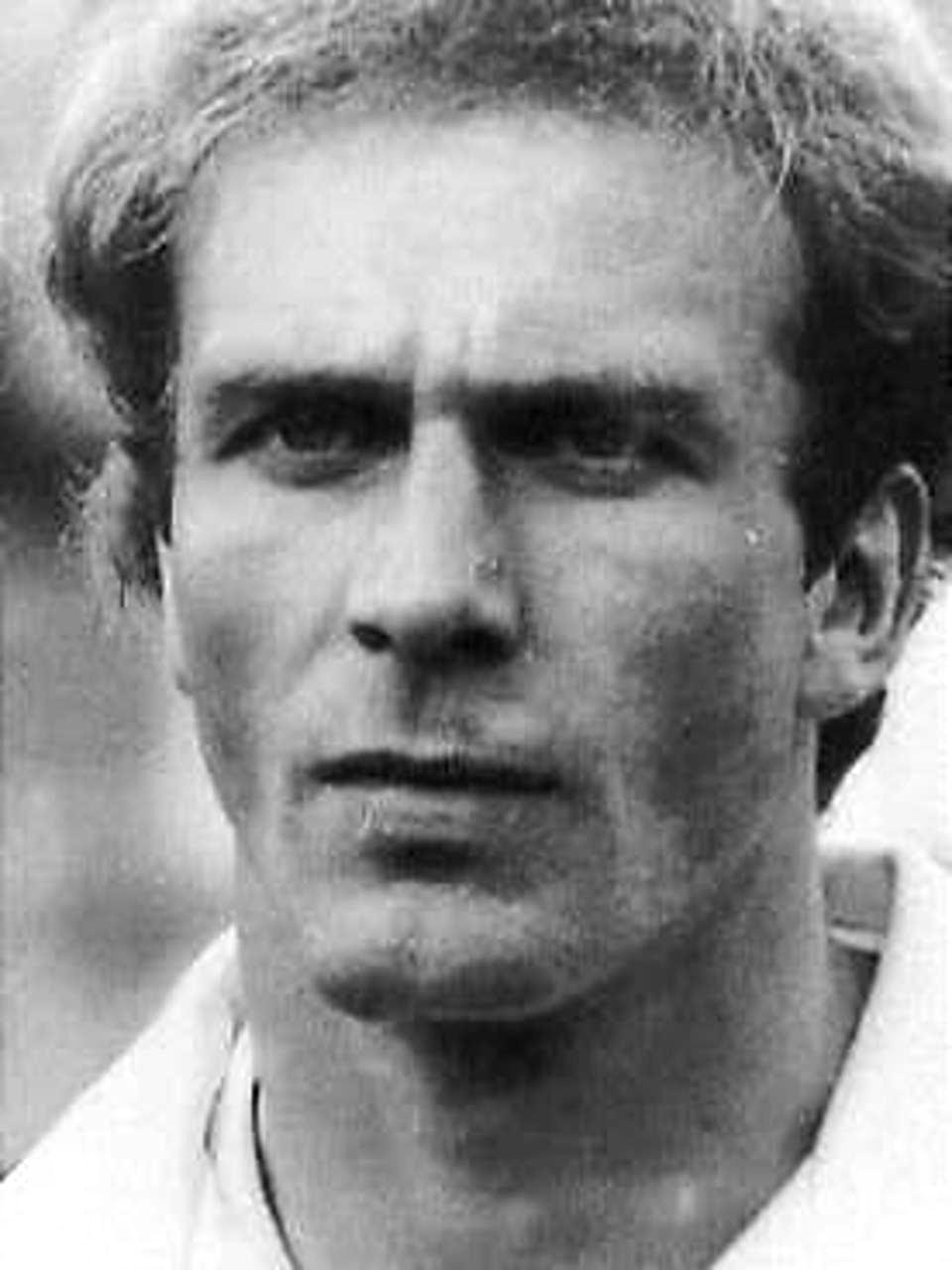
Karl-Heinz Rummenigge (aanvaller)
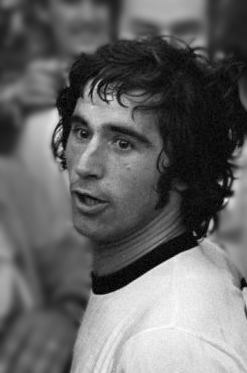
Gerd Müller (aanvaller)